# 平阳公主 (唐朝)
平阳公主（590年代—623年），姓李，本名无记载。唐高祖李渊第三女，生母太穆皇后。

## 生平
李渊将要从晋阳起兵时，李氏和丈夫柴绍都在长安，李渊派人暗中去召唤他们。柴绍对李氏说：“你的父亲准备扫清祸难，我要去迎接义军，我们两人一起去不行，我一人独自去恐怕你会随后遭殃，有什么办法吗？”李氏说：“您应当迅速去，我一个妇人，临时藏起来很容易，自当另外想办法。”柴绍立刻抄小路赶去太原。李氏于是回到鄠县庄园，散发家中财产，招引山中逃亡的人，得到数百人，起兵响应李渊。当时有个胡人贼寇何潘仁在司竹园聚集部众，自称总管，没有归属任何一方。李氏派遣家僮马三宝用利害劝说他，何潘仁同意与平阳公主联合，去拜见平阳公主，派遣士兵百人为公主的卫士。平阳公主又派马三宝去劝说李仲文、向善志、丘师利等人的起义军，他们都带领部下跟从李氏。当时隋朝的京城留守不断派兵讨伐李氏的部队，马三宝和何潘仁屡次挫败隋军。
之后李氏攻占城池一直到盩厔、武功、始平，全部攻克。每到一地，李氏就申明法令，禁止士兵侵扰抢掠，所以远近各地前来投奔的人非常多，有士兵七万人。李氏又派人从小路报告李渊，李渊大喜。等到李渊的军队渡过黄河，派遣柴绍率领数百骑兵直奔华阴，沿着南山去迎接李氏。当时李氏率领精锐士兵一万多人在渭水以北和李世民的军队会师，李氏和柴绍各自设置幕府，一起包围京城，军营中号称“娘子军”。京城平定后，李氏被封为平阳公主，因为只有她有军功，每次赏赐都和其他公主有区别。
武德六年（623年），平阳公主去世。二月十二日（623年3月18日），平阳公主将要下葬，唐高祖诏令加前后两部鸟羽为饰的仪仗鼓乐、大象车、旗帜仪仗、执雕花木剑仪仗四十人、勇士甲兵。太常上奏论述，根据礼制，妇人送葬时没有鼓乐。唐高祖说：“鼓乐，是军乐。过去公主在司竹园起兵响应义军，亲自执掌金鼓，有安定国家的功勋。周朝的文母，是十乱之一，公主功高在辅佐王命之列，不是平常妇人能比的。怎能没有鼓乐！”于是特别在葬礼增加鼓乐，用来表彰平阳公主特殊的功绩，还命令有关部门按照谥法“明德有功曰昭”，为公主上谥号为昭。

## 家庭

### 丈夫
- 柴绍，唐朝右骁卫大将军、谯襄公

### 子女
- 柴哲威，唐朝交州都督、谯国公
- 柴令武，唐朝驸马都尉、卫州刺史、襄阳郡公

## 其他
傳說她於武德四年驻守的关隘，至今称为娘子关。